# Hudson Hornet

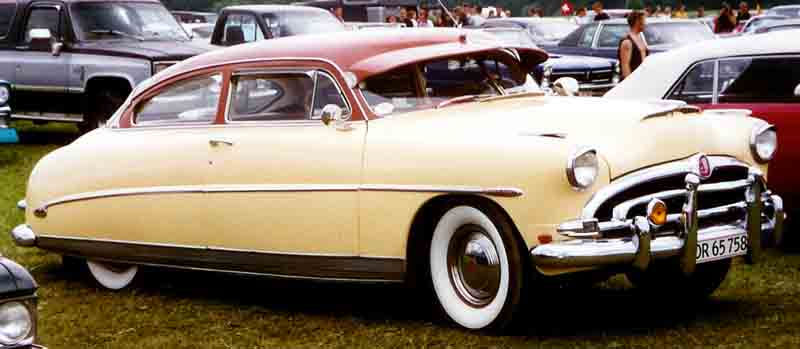
Hudson Hornet

Hudson Hornet är en bilmodell som tillverkades av Hudson i Detroit, Michigan åren 1951-1954. Hornet tillverkades också av American Motors Corporation i Kenosha, Wisconsin, men såldes ändå under namnet Hudson mellan 1955 och 1957. Modellen var framgångsrik inom Nascar-racingen, och tog hem toltalsegern 1951, 1952 och 1953.
Priset varierade från 2 543 dollar till 3 099. Hudsons hade en tvåports förgasare. Hudson fanns som tvådörrarskupé, fyradörrars sedan och tvådörrars cabriolet.
Bilmodellen populariserades igen genom Doc Hudson i Pixarfilmen Bilar.